# Marstal
Marstal är en tätort i Region Syddanmark i Danmark. Tätorten har 2 077 invånare (2024) och är därmed det största tätorten på ön Ærø. Den ligger sedan den 1 januari 2006 i Ærø kommun, innan dess var Marstal centralort i Marstals kommun.
Sedan 1700-talet har en betydande del av den danska handelsflottan varit hemmahörande i Marstal. Stadens sjöfartsskola har cirka 150 elever.
Carsten Jensens roman Vi, de druknede från 2006 har Marstal som utgångspunkt för handlingen.